# Basketball-Europameisterschaft 2003/Qualifikation
Diese Seite beschreibt die Qualifikation zur Basketball-Europameisterschaft 2003 der Männer. An der Qualifikation um die 14 freien Plätze nahmen insgesamt 38 Nationalmannschaften teil.

## Modus
Insgesamt nahmen 16 Mannschaften an der EuroBasket 2003 teil, die sich auf unterschiedliche Weise für das Turnier qualifizierten:
- Schweden war als Gastgeber automatisch qualifiziert.

- Jugoslawien, war als Titelverteidiger ebenfalls automatisch qualifiziert.

- 14 Teilnehmer wurden über drei Qualifikationsrunden ermittelt.

## Erste Qualifikationsrunde (Preliminary Round)
In der ersten Qualifikationsrunde wurde in einer Gruppe Teilnehmer für die zweite und dritte Qualifikationsrunde ermittelt. An dieser Runde nahmen sechs Nationalmannschaften teil, die in der 2. Qualifikationsrunde zur EM 2001 gescheitert waren. Norwegen und Wales verzichteten diesmal auf die Teilnahme an der Qualifikation. Die beiden Erstplatzierten dieser Gruppe erreichten direkt die dritte Qualifikationsrunde und die weiteren vier Teams spielten in der zweiten Qualifikationsrunde weiter.

### Gruppe X
| Platz | Team      | Spiele | Siege | Niederl. | Punkte  | Körbe | Diff |
| ----- | --------- | ------ | ----- | -------- | ------- | ----- | ---- |
| 1     | Dänemark  | 5      | 4     | 1        | 320:296 | +24   | 9    |
| 2     | Zypern    | 5      | 4     | 1        | 347:317 | +30   | 9    |
| 3     | Georgien  | 5      | 2     | 3        | 377:385 | −08   | 7    |
| 4     | Rumänien  | 5      | 2     | 3        | 315:317 | −02   | 7    |
| 5     | Irland    | 5      | 2     | 3        | 336:344 | −08   | 7    |
| 6     | Luxemburg | 5      | 1     | 4        | 350:386 | −36   | 6    |

## Zweite Qualifikationsrunde (Qualifying Round)
In der zweiten Qualifikationsrunde wurde in 4 Gruppen (A bis D) mit je 4 Teams gespielt. An dieser Runde nahmen 16 Nationalmannschaften teil. Neben den vier Teams aus der ersten Qualifikationsrunde nahmen zehn Mannschaften, die die 2. Qualifikationsrunde zur EM 1997 auf den Tabellenplätzen 4 bis 6 beendet hatten (mit Ausnahme von Schweden als Gastgeber und Belgien als bester Gruppenvierter) sowie die beiden neu teilnehmenden Team aus Malta und Aserbaidschan teil. Die ersten beiden dieser Gruppen qualifizierten sich jeweils für die nächste Qualifikationsrunde.

### Gruppe A
| Platz | Team       | Spiele | Siege | Niederl. | Punkte  | Körbe | Diff |
| ----- | ---------- | ------ | ----- | -------- | ------- | ----- | ---- |
| 1     | Rumänien   | 6      | 5     | 1        | 486:396 | +090  | 11   |
| 2     | Ungarn     | 6      | 4     | 2        | 568:370 | +198  | 10   |
| 3     | Österreich | 6      | 3     | 3        | 464:465 | −01   | 9    |
| 4     | Malta      | 6      | 0     | 6        | 362:649 | −287  | 6    |

### Gruppe B
| Platz | Team       | Spiele | Siege | Niederl. | Punkte  | Körbe | Diff |
| ----- | ---------- | ------ | ----- | -------- | ------- | ----- | ---- |
| 1     | Tschechien | 6      | 5     | 1        | 532:422 | +110  | 11   |
| 2     | Portugal   | 6      | 4     | 2        | 465:392 | +073  | 10   |
| 3     | Slowakei   | 6      | 3     | 3        | 525:469 | +056  | 9    |
| 4     | Luxemburg  | 6      | 0     | 6        | 397:636 | −239  | 6    |

### Gruppe C
| Platz | Team          | Spiele | Siege | Niederl. | Punkte  | Körbe | Diff |
| ----- | ------------- | ------ | ----- | -------- | ------- | ----- | ---- |
| 1     | Bulgarien     | 6      | 4     | 2        | 531:427 | +104  | 10   |
| 2     | Belarus       | 6      | 4     | 2        | 542:410 | +132  | 10   |
| 3     | Georgien      | 6      | 4     | 2        | 509:437 | +072  | 10   |
| 4     | Aserbaidschan | 6      | 0     | 6        | 341:649 | −308  | 6    |

### Gruppe D
| Platz | Team     | Spiele | Siege | Niederl. | Punkte  | Körbe | Diff |
| ----- | -------- | ------ | ----- | -------- | ------- | ----- | ---- |
| 1     | Irland   | 6      | 5     | 1        | 435:415 | +20   | 11   |
| 2     | Schweiz  | 6      | 4     | 2        | 425:392 | +33   | 10   |
| 3     | Finnland | 6      | 3     | 3        | 465:433 | +32   | 9    |
| 4     | Island   | 6      | 0     | 6        | 406:491 | −85   | 6    |

## Dritten Qualifikationsrunde (Semi Final Round)
In der Dritten Qualifikationsrunde wurde in 5 Gruppen (A bis E) mit je 6 Mannschaften gespielt. An dieser Runde nahmen 30 Nationalmannschaften teil. Neben den zwei bzw. acht Mannschaften die in der ersten und zweiten Qualifikationsrunde erfolgreich waren, nahmen an dieser Runde 20 Mannschaften teil, die direkt für diese Runde gesetzt waren. Bei den 20 Mannschaften handelt es sich um 12 Teams, die bei der Qualifikation zur EM 2001 die zweite Qualifikationsrunde auf den ersten drei Plätzen beendeten, Belgien als bester Gruppenvierter sowie sieben Teams die direkt für die Endrunde 2001 qualifiziert waren (mit Ausnahme der direkt qualifizierten Mannschaft von Jugoslawien). Der Gruppenerste und der Gruppenzweite dieser Gruppen qualifizierten sich für die Endrunde. Die vier besten der fünf Gruppendritten qualifizierten sich ebenfalls für die Endrunde.

### Gruppe A
| Platz | Team        | Spiele | Siege | Niederl. | Punkte   | Körbe | Diff |
| ----- | ----------- | ------ | ----- | -------- | -------- | ----- | ---- |
| 1     | Litauen     | 10     | 9     | 1        | 1001:765 | +236  | 19   |
| 2     | Türkei      | 10     | 7     | 3        | 0810:733 | +077  | 17   |
| 3     | Ukraine     | 10     | 7     | 3        | 0834:794 | +040  | 17   |
| 4     | Bulgarien   | 10     | 5     | 5        | 0857:877 | −020  | 14   |
| 5     | Schweiz     | 10     | 2     | 8        | 0658:812 | −154  | 12   |
| 6     | Niederlande | 10     | 0     | 10       | 0712:891 | −179  | 10   |

### Gruppe B
| Platz | Team         | Spiele | Siege | Niederl. | Punkte  | Körbe | Diff |
| ----- | ------------ | ------ | ----- | -------- | ------- | ----- | ---- |
| 1     | Griechenland | 10     | 9     | 1        | 889:637 | +252  | 19   |
| 2     | Spanien      | 10     | 9     | 1        | 866:685 | +181  | 19   |
| 3     | Israel       | 10     | 5     | 5        | 738:707 | +031  | 15   |
| 4     | Rumänien     | 10     | 4     | 6        | 657:804 | −147  | 14   |
| 5     | Belgien      | 10     | 3     | 7        | 663:751 | −088  | 13   |
| 6     | Dänemark     | 10     | 0     | 10       | 603:832 | −229  | 10   |

### Gruppe C
| Platz | Team                    | Spiele | Siege | Niederl. | Punkte  | Körbe | Diff |
| ----- | ----------------------- | ------ | ----- | -------- | ------- | ----- | ---- |
| 1     | Deutschland             | 10     | 9     | 1        | 833:709 | +124  | 19   |
| 2     | Kroatien                | 10     | 8     | 2        | 834:724 | +110  | 18   |
| 3     | Bosnien und Herzegowina | 10     | 6     | 4        | 826:748 | +078  | 16   |
| 4     | Nordmazedonien          | 10     | 4     | 6        | 816:810 | +06   | 14   |
| 5     | Irland                  | 10     | 3     | 7        | 754:815 | −061  | 13   |
| 6     | Zypern                  | 10     | 0     | 10       | 645:902 | −257  | 10   |

### Gruppe D
| Platz | Team       | Spiele | Siege | Niederl. | Punkte  | Körbe | Diff |
| ----- | ---------- | ------ | ----- | -------- | ------- | ----- | ---- |
| 1     | Frankreich | 10     | 8     | 2        | 843:734 | +109  | 18   |
| 2     | Lettland   | 10     | 6     | 4        | 878:854 | +024  | 16   |
| 3     | Ungarn     | 10     | 5     | 5        | 829:804 | +025  | 15   |
| 4     | Estland    | 10     | 5     | 5        | 815:810 | +05   | 15   |
| 5     | Belarus    | 10     | 3     | 7        | 673:798 | −125  | 13   |
| 6     | Polen      | 10     | 3     | 7        | 805:843 | −038  | 13   |

### Gruppe E
| Platz | Team       | Spiele | Siege | Niederl. | Punkte  | Körbe | Diff |
| ----- | ---------- | ------ | ----- | -------- | ------- | ----- | ---- |
| 1     | Italien    | 10     | 8     | 2        | 874:669 | +205  | 18   |
| 2     | Slowenien  | 10     | 7     | 3        | 826:771 | +055  | 17   |
| 3     | Russland   | 10     | 6     | 4        | 852:742 | +110  | 16   |
| 4     | Tschechien | 10     | 4     | 6        | 821:879 | −058  | 14   |
| 5     | England    | 10     | 3     | 7        | 656:850 | −194  | 13   |
| 6     | Portugal   | 10     | 2     | 8        | 804:922 | −118  | 12   |

### Reihenfolge der Gruppendritten
| Platz | Team                    | Spiele | Siege | Niederl. | Punkte   | Körbe | Diff |
| ----- | ----------------------- | ------ | ----- | -------- | -------- | ----- | ---- |
| 1     | Ukraine                 | 10     | 7     | 3        | 0834:794 | +040  | 17   |
| 2     | Russland                | 10     | 6     | 4        | 852:742  | +110  | 16   |
| 3     | Bosnien und Herzegowina | 10     | 6     | 4        | 826:748  | +078  | 16   |
| 4     | Israel                  | 10     | 5     | 5        | 738:707  | +031  | 15   |
| 5     | Ungarn                  | 10     | 5     | 5        | 829:804  | +025  | 15   |